# Палац короля Мануеля
Палац короля Мануеля — історична пам'ятка в місті Евора (Португалія). Названий на честь короля Мануеля I (Щасливого).

## Історія
До будівництва на місці палацу знаходився монастир Сан-Франциско. Проте в XIV столітті частина цього культового будинку почали перебудовувати. Так з'явився палац короля Мануеля. Після робіт споруда отримала «коктейль» стилів — готика, ренесанс, мануеліно і неомавританський стиль.
На початку ним користувався король Афонсу V. Після нього королівською резиденцією користувалися й інші португальські правителі. Деякий час будівля використовувалася як тимчасова резиденція, а при королі Жоао II палац став постійним місцем для керівників країни.
Вважається, що в одному з приміщень палацу — в його галереї — мореплавець Васко да Гама був призначений командиром флоту, що вирушає в подорож до Індії.
У XV столітті тут проходять повномасштабні будівельні роботи. Після них палац короля Мануеля значно розширюється. Це дає можливість проводити організованіші урядові засідання.
Пізніше в цьому замку відбувся процес одруження принца Афонсу і принцеси Ізабелли. Для цих цілей до палацу добудували нове крило і заклали сади. За роки свого життя відомий драматург Жиля Вісенте поставив тут сім п'єс. Постановки були присвячені двох королев — Катерині Австрійської та Марії Кастильської.
У 1865 році палац короля Мануеля використовують як археологічний музей. Через 15 років, в 1881 році, в будинку була пожежа, яка значно пошкодила даху споруди. Після реставраційних робіт будівля використовувалася для публічних виступів.
У 1916 році у палаці знову трапляється пожежа. Цього разу будівлю було практично знищено. Зруйнований палац залишався нічийним. І лише в 1943 році, коли міська пам'ятка включається в програму відновлення історичних пам'яток, тут починаються реставраційні роботи. Проте через пошкодження велика частина зруйнованих споруд була остаточна знесена, а на їх місці посадили парк.

## Сучасний стан
Сьогодні залишилася лише галерея, в якій колись побував Васко да Гама і отримав призначення від короля Португалії. Поруч є парк. У цьому приміщенні проводяться різні культурні заходи і офіційні урочистості.